# Melisende van Jeruzalem
Melisende (1105 - 11 september 1161) was koningin van Jeruzalem na de dood van haar vader Boudewijn II van Jeruzalem.

## Familie
Melisende was de oudste dochter van Boudewijn II van Jeruzalem en Morphia van Melitene, een Armeense prinses. Ze is vernoemd naar haar grootmoeder Melisende de Montlhery.
Ze had drie jongere zussen, Alice, Hodierna en Loveta (of Yvetta), die later verantwoordelijk was voor de opvoeding van koningin Sibylla van Jeruzalem.
Ze trouwde met Fulco van Anjou en zij kregen twee zonen die beide koning van Jeruzalem zouden worden: Boudewijn III en Amalrik I.

## Tweede Kruistocht
In 1144 werd Edessa binnengevallen door de Seltsjoeken. Melisende reageerde hierop door een leger te sturen geleid door Manasses van Herges en Philip van Milly. Ook de prins van Antiochië sloot zich aan bij dit leger, maar dit mocht niet baten: het christenleger werd verslagen. Na deze nederlaag zag Melisende zich genoodzaakt om een oproep voor hulp te sturen naar de paus. De paus verkondigde hierop de Tweede Kruistocht. Deze kruistocht werd geleid door Lodewijk van Frankrijk en Koenraad II van Duitsland. Het kruisvaardersleger kwam in 1148 aan in Akko en Lodewijk en Koenraad raadden hierop prins Boudewijn aan om een aanval te doen op Damascus. Koningin Melisende zag dit liever gebeuren op Aleppo, maar de aanval werd toch ingezet op Damascus. Het koninkrijk Jeruzalem bezat een broos vredesverdrag met Damascus en het verbreken hiervan kwam hen duur te staan. Een dergelijk vredesverdrag werd nooit meer gesloten. Na elf maanden van strijd trok Lodewijk VII van Frankrijk zich terug naar Frankrijk en daarmee kwam de Tweede Kruistocht feitelijk tot een einde.

## Melisende en Boudewijn
De familiaire moeder-zoonrelatie tussen Melisende en Boudewijn III was goed, maar op het politieke vlak waren er nogal wat meningsverschillen. Zo weigerde Melisende Boudewijn meer macht te verlenen. Rond 1150 wilde Boudewijn zichzelf tot koning laten kronen zonder de aanwezigheid en instemming van zijn moeder, maar de Patriarch van Jeruzalem weigerde dit te accepteren. Er ontstond zelfs een kleine burgeroorlog, die leidde tot de val van Nablus en uiteindelijk zelfs van Jeruzalem. Boudewijn sloot zijn moeder en broer Amalrik op in de Toren van David, maar zelfs vanuit haar toren had ze nog steeds veel macht en invloed. In 1153 werd er vrede gesloten, maar ze werd wel formeel van haar troon gezet door haar zoon.

## Dood
In 1161 kreeg Melisende een beroerte en was niet meer in staat om te regeren. Tijdens haar ziekbed werd ze verpleegd door haar zus Hodierna, die hiervoor was overgekomen uit Antiochië. Melisende kreeg ook koorts en overleed op 11 september 1161. Ze werd begraven naast haar moeder Morphia, in de kerk van Onze Vrouwe van Josaphat.

## Voorouders
| Voorouders van Melisende van Jeruzalem (1096–1161) | Voorouders van Melisende van Jeruzalem (1096–1161)                | Voorouders van Melisende van Jeruzalem (1096–1161)                | Voorouders van Melisende van Jeruzalem (1096–1161)                | Voorouders van Melisende van Jeruzalem (1096–1161)                | Voorouders van Melisende van Jeruzalem (1096–1161)                | Voorouders van Melisende van Jeruzalem (1096–1161)                | Voorouders van Melisende van Jeruzalem (1096–1161)                | Voorouders van Melisende van Jeruzalem (1096–1161)                |
| -------------------------------------------------- | ----------------------------------------------------------------- | ----------------------------------------------------------------- | ----------------------------------------------------------------- | ----------------------------------------------------------------- | ----------------------------------------------------------------- | ----------------------------------------------------------------- | ----------------------------------------------------------------- | ----------------------------------------------------------------- |
| Overgrootouders                                    | Manasses III van Rethel (-1081) ∞ Judith (-)                      | Manasses III van Rethel (-1081) ∞ Judith (-)                      | Gwijde I van Montlhéry (1031-1095) ∞ Hodierne de Gometz (-1074)   | Gwijde I van Montlhéry (1031-1095) ∞ Hodierne de Gometz (-1074)   | ? (-) ∞ ? (-)                                                     | ? (-) ∞ ? (-)                                                     | ? (-) ∞ ? (-)                                                     | ? (-) ∞ ? (-)                                                     |
| Grootouders                                        | Hugo I van Rethel (1040-1118) ∞ Melissende van Crécy (1032-)      | Hugo I van Rethel (1040-1118) ∞ Melissende van Crécy (1032-)      | Hugo I van Rethel (1040-1118) ∞ Melissende van Crécy (1032-)      | Hugo I van Rethel (1040-1118) ∞ Melissende van Crécy (1032-)      | Gabriel van Melitene (1055-1103) ∞ ? (-)                          | Gabriel van Melitene (1055-1103) ∞ ? (-)                          | Gabriel van Melitene (1055-1103) ∞ ? (-)                          | Gabriel van Melitene (1055-1103) ∞ ? (-)                          |
| Ouders                                             | Boudewijn II van Jeruzalem (-1131) ∞ Morphia van Melitene (-1126) | Boudewijn II van Jeruzalem (-1131) ∞ Morphia van Melitene (-1126) | Boudewijn II van Jeruzalem (-1131) ∞ Morphia van Melitene (-1126) | Boudewijn II van Jeruzalem (-1131) ∞ Morphia van Melitene (-1126) | Boudewijn II van Jeruzalem (-1131) ∞ Morphia van Melitene (-1126) | Boudewijn II van Jeruzalem (-1131) ∞ Morphia van Melitene (-1126) | Boudewijn II van Jeruzalem (-1131) ∞ Morphia van Melitene (-1126) | Boudewijn II van Jeruzalem (-1131) ∞ Morphia van Melitene (-1126) |